# Seppo Räty
Seppo Henrik Räty, född 27 april 1962 i Helsingfors, Finland, är en finländsk före detta friidrottare (spjutkastare).
Räty blev världsmästare i Rom 1987 efter att ha distanserat Sovjetunionens Viktor Jevtusjenko med mer än en meter. Bronset vanns av Tjeckoslovakiens Jan Železný. I Tokyo-VM 1991 misslyckades Räty med att försvara sin titel då han fick se sig slagen av landsmannen Kimmo Kinnunen. Vidare tog Räty medalj vid tre olympiska spel i rad; silver 1992 samt brons 1988 och 1996.
Räty noterade två världsrekord 1991 med ett spjut som senare förbjudits. Rekorden var 91,98 meter 5 maj i Shizuoka (exakt en meter bättre än Steve Backleys tidigare världsrekordnotering) och 96,96 meter 2 juni i Pungalaitio.

## Personligt rekord
- 90,60 meter, Nurmijärvi, Finland, 20 juli 1992 (nya spjutmodellen)
- 96,96 meter  Pungalaitio, Finland,  2 juni 1991 (spjutmodell som senare förbjudits)[2]